# رطوبت‌ساز

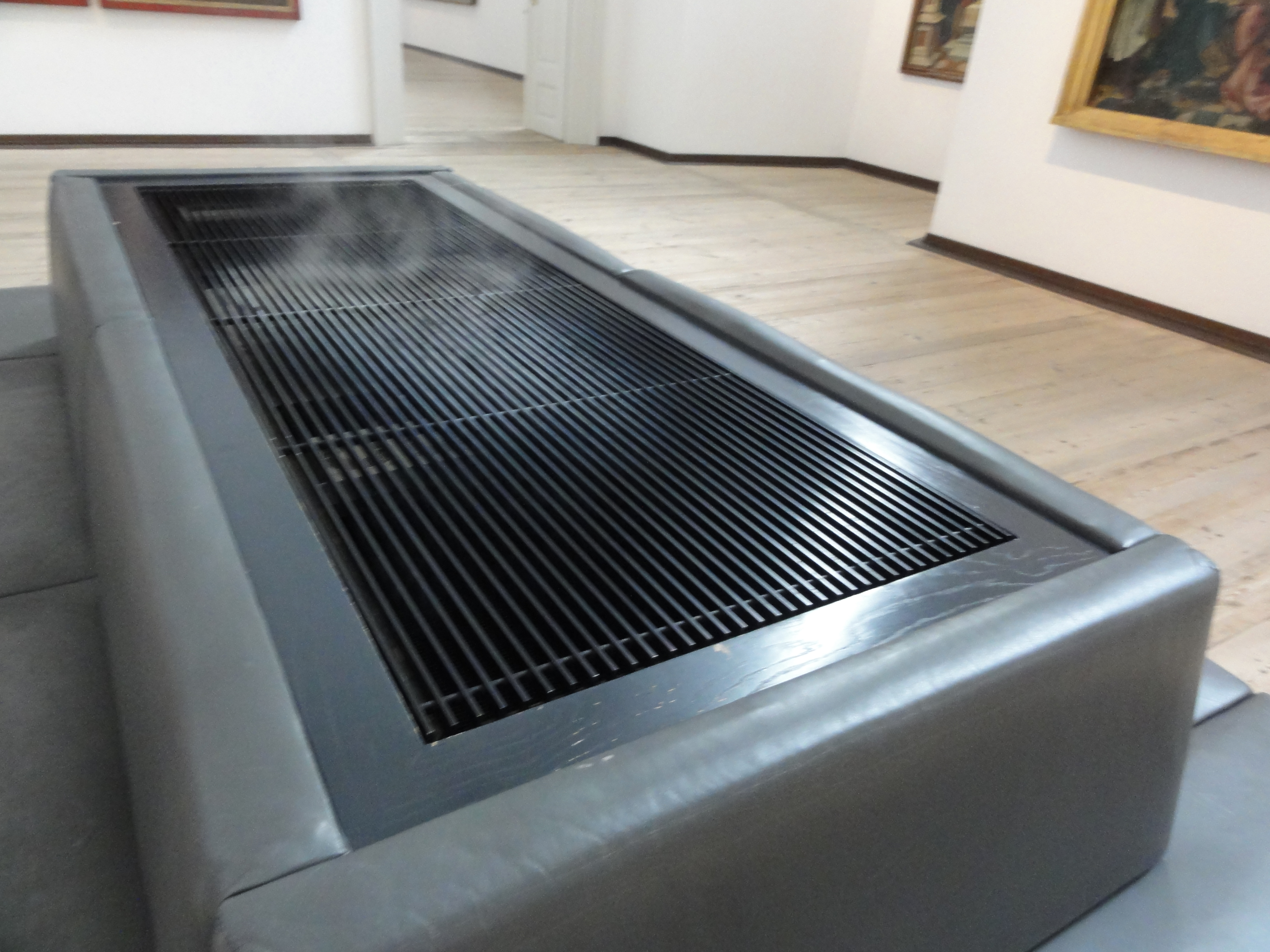
دستگاه رطوبت‌ساز یک موزه

دستگاه رطوبت‌ساز، بُخُور یا مرطوب‌کننده جهت افزایش رطوبت هوا در دو نوع کلی گرم و سرد به کار می‌رود و استفاده‌های خانگی و صنعتی دارد. در استفاده‌های خانگی معمولاً برای ضدعفونی کردن یا گرم و مرطوب کردن هوای خانه و در زمستان جهت درمان سرماخوردگی استفاده می‌شود. معمولاً بخورها مخزنی مخصوص برای محلول‌های ضدعفونی‌کننده دارند که آن را در هوا پخش می‌کند ازجملهٔ این محلول‌های قابل استفاده، می‌توان به اکالیپتوس اشاره کرد.

از این دستگاه در مکان‌هایی استفاده می‌شود که نیاز به رطوبت دقیق و منظم باشد.

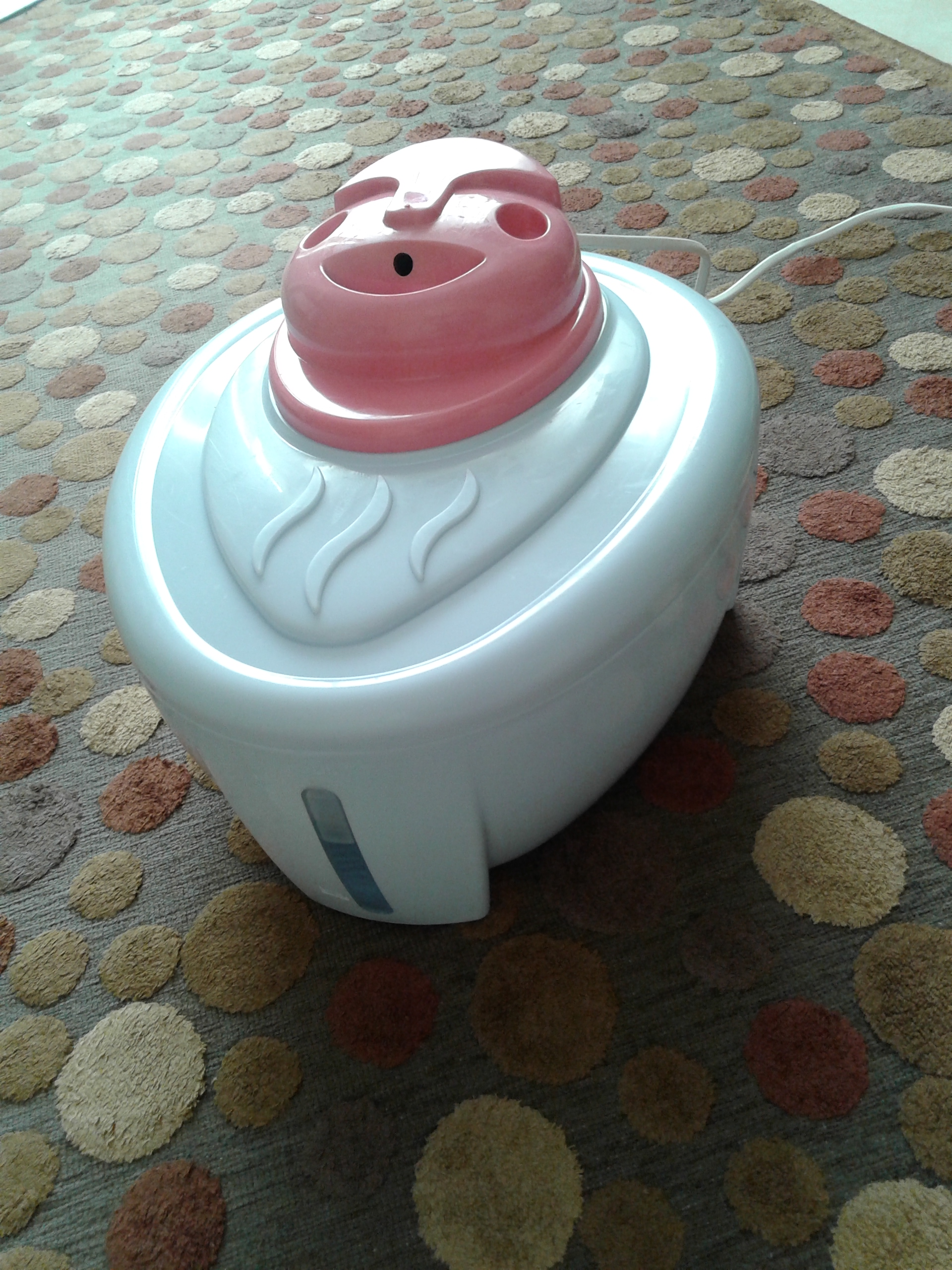
دستگاه بخور گرم برقی
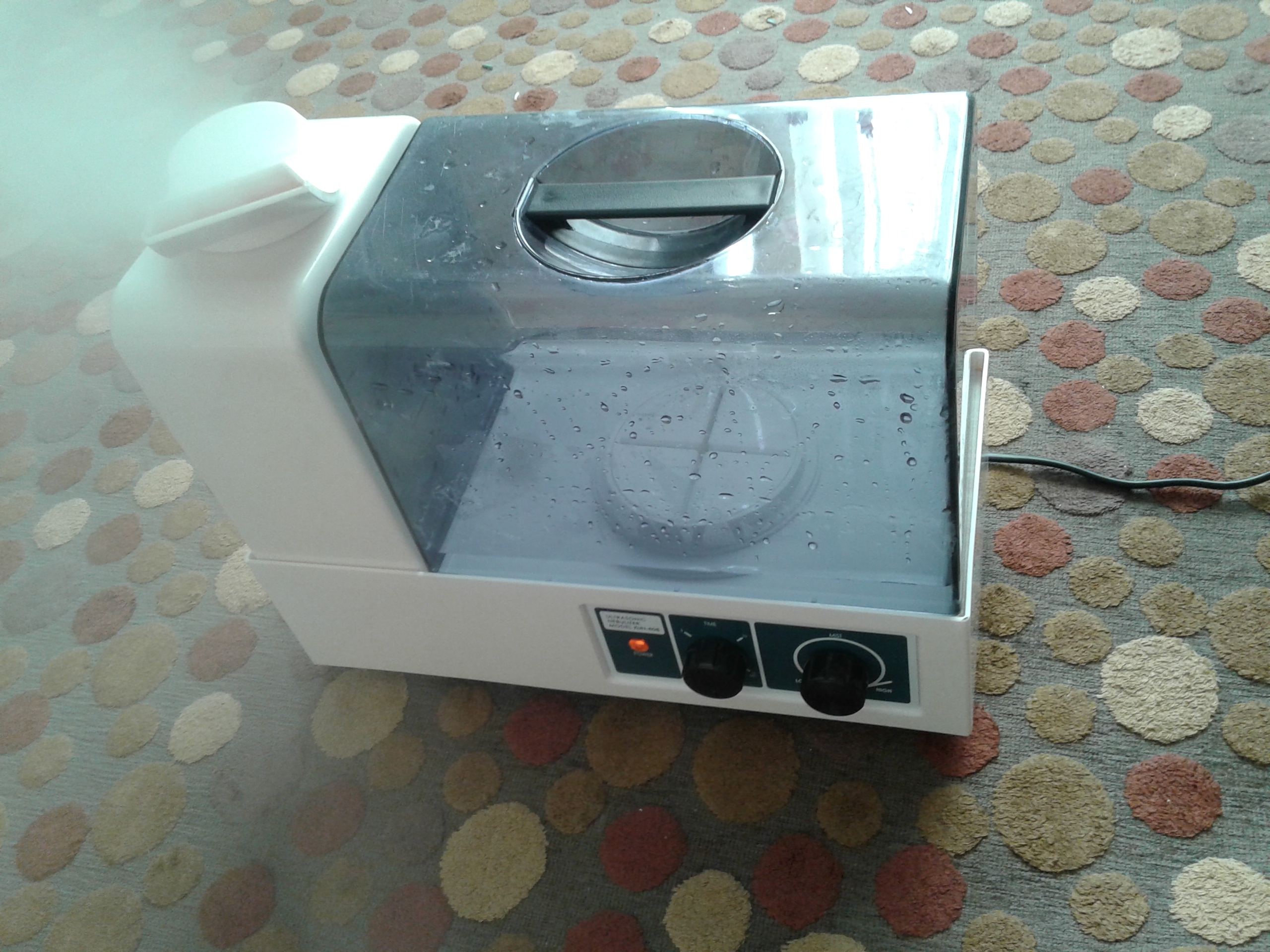
بخور سرد خانگی